# Matej Delač
Matej Delač (* 20. srpna 1992, Gornji Vakuf) je chorvatský fotbalový brankář, jenž je kmenovým hráčem anglického klubu Chelsea FC.
Narodil se 20. srpna 1992 v Zaprešiči, kde také v šesti letech začal chytat za místní Inter. Od roku 2009 je kmenovým hráčem Chelsea. V sezoně 2010/11 působil v nizozemském Vitesse Arnhem. Dne 3. dubna 2018 přestoupil z Chelsea FC do dánského klubu AC Horsens